# Granges-Narboz
Granges-Narboz är en kommun i departementet Doubs i regionen Bourgogne-Franche-Comté i östra Frankrike. Kommunen ligger i kantonen Pontarlier som tillhör arrondissementet Pontarlier. År 2022 hade Granges-Narboz 1 355 invånare.

## Befolkningsutveckling
Antalet invånare i kommunen Granges-Narboz
Referens:INSEE